# ゴリアド郡 (テキサス州)
ゴリアド郡（ゴリアドぐん、英: Goliad County）は、アメリカ合衆国テキサス州の南部に位置する郡である。2010年国勢調査での人口は7,210人であり、2000年の6,928人から4.1％増加した。郡庁所在地はゴリアド市（人口1,908人）であり、同郡で人口最大の都市でもある。ゴリアド郡は1836年に設立され、郡名はメキシコの自治体であるゴリアドから採られ、そのゴリアドの町は「メキシコ独立の父」ミゲル・イダルゴ神父に因む命名だった。"Goliad" というのは"Hidalgo" の綴りを組み替えたものであり、無声音の"H"は取れた。ゴリアド郡はビクトリア大都市圏に属している。

## 歴史
1835年12月20日、テキサス独立宣言がゴリアドで署名されたが、正式の宣言はワシントン・オン・ザ・ブラゾスで開催された1836年会議で行われた。テキサス革命の間には、ゴリアドで2つの戦闘が起こった。初期のゴリアドの戦いは小競り合いだった。しかしその後のコレトの戦いは、1836年3月27日を頂点とする重要なものになった。ジェイムズ・ファニン大佐とそのテキサス兵部隊が、メキシコのアントニオ・ロペス・デ・サンタ・アナ将軍の命令で処刑され、これは後にゴリアドの虐殺と呼ばれるようになった。この後テキサス革命軍の鬨の声は「アラモを忘れるな、ゴリアドを忘れるな」になった。今日、アラモを知っている人は多いが、ゴリアドのことは忘れられている。虐殺が起きた場所はゴリアド州立公園とされ、ゴリアドの町のすぐ南にある。
ゴリアド郡はイグナシオ・サラゴサが生れた場所でもある。サラゴサは1862年5月5日に起きたプエブラの戦いで、侵略してきたナポレオン3世軍（メキシコ出兵）に対抗して撃退したメキシコ軍を率いた。この5月5日はシンコ・デ・マヨと呼ばれ、メキシコの祝日になっている。

## 地理
アメリカ合衆国国勢調査局に拠れば、郡域全面積は859平方マイル (2,224.8 km2)であり、このうち陸地854平方マイル (2,211.8 km2)、水域は6平方マイル (15.5 km2)で水域率は0.68％である。

### 主要高規格道路
- アメリカ国道59号線
- アメリカ国道77号線代替路/アメリカ国道183号線
- テキサス州道119号線
- テキサス州道239号線

### 隣接する郡
- デウィット郡 - 北
- ビクトリア郡 - 北東
- レフュリオ郡 - 南東
- ビー郡 - 南西
- カーンズ郡 - 北西

## 人口動態
以下は2000年の国勢調査による人口統計データである。
| 基礎データ - 人口: 6,928人 - 世帯数: 2,644 世帯 - 家族数: 1,975 家族 - 人口密度: 3人/km2（8人/mi2） - 住居数: 3,426軒 - 住居密度: 2軒/km2（4軒/mi2） 人種別人口構成 - 白人: 82.62% - アフリカン・アメリカン: 4.82% - ネイティブ・アメリカン: 0.55% - アジア人: 0.22% - 太平洋諸島系: 0.01% - その他の人種: 10.05% - 混血: 1.73% - ヒスパニック・ラテン系: 35.20% 年齢別人口構成 - 18歳未満: 25.9% - 18-24歳: 6.5% - 25-44歳: 25.0% - 45-64歳: 25.2% - 65歳以上: 17.5% - 年齢の中央値: 40歳 - 性比（女性100人あたり男性の人口） - 総人口: 98.9 - 18歳以上: 94.1 | 世帯と家族（対世帯数） - 18歳未満の子供がいる: 33.1% - 結婚・同居している夫婦: 62.1% - 未婚・離婚・死別女性が世帯主: 8.7% - 非家族世帯: 25.3% - 単身世帯: 22.8% - 65歳以上の老人1人暮らし: 11.9% - 平均構成人数 - 世帯: 2.57人 - 家族: 3.02人 収入と家計 - 収入の中央値 - 世帯: 34,201米ドル - 家族: 40,446米ドル - 性別 - 男性: 30,954米ドル - 女性: 20,028米ドル - 人口1人あたり収入: 17,126米ドル - 貧困線以下 - 対人口: 16.4% - 対家族数: 11.9% - 18歳未満: 25.7% - 65歳以上: 11.1% |

## 都市と町
- ゴリアド - 郡庁所在地

### 未編入の町
| - バークレア - ファニン - ウィーサッチー - アンダー - エンジェルシティ | - チャーコ - キルゴア - メルローズ - サーコ - シュレーダー - ウィザー |

## 教育
ゴリアド郡の教育はゴリアド独立教育学区が管轄している